# Shoshone, Idaho
Shoshone [ʃoʊˈʃoʊn] är administrativ huvudort i Lincoln County i Idaho. Shoshone hade 1 461 invånare enligt 2010 års folkräkning.